# Morawang
Morawang (nepalski: मोरावाङ) – gaun wikas samiti w zachodniej części Nepalu w strefie Rapti w dystrykcie Rukum. Według nepalskiego spisu powszechnego z 2001 roku liczył on 489 gospodarstw domowych i 2426 mieszkańców (1164 kobiet i 1262 mężczyzn).